# Motorola 68060

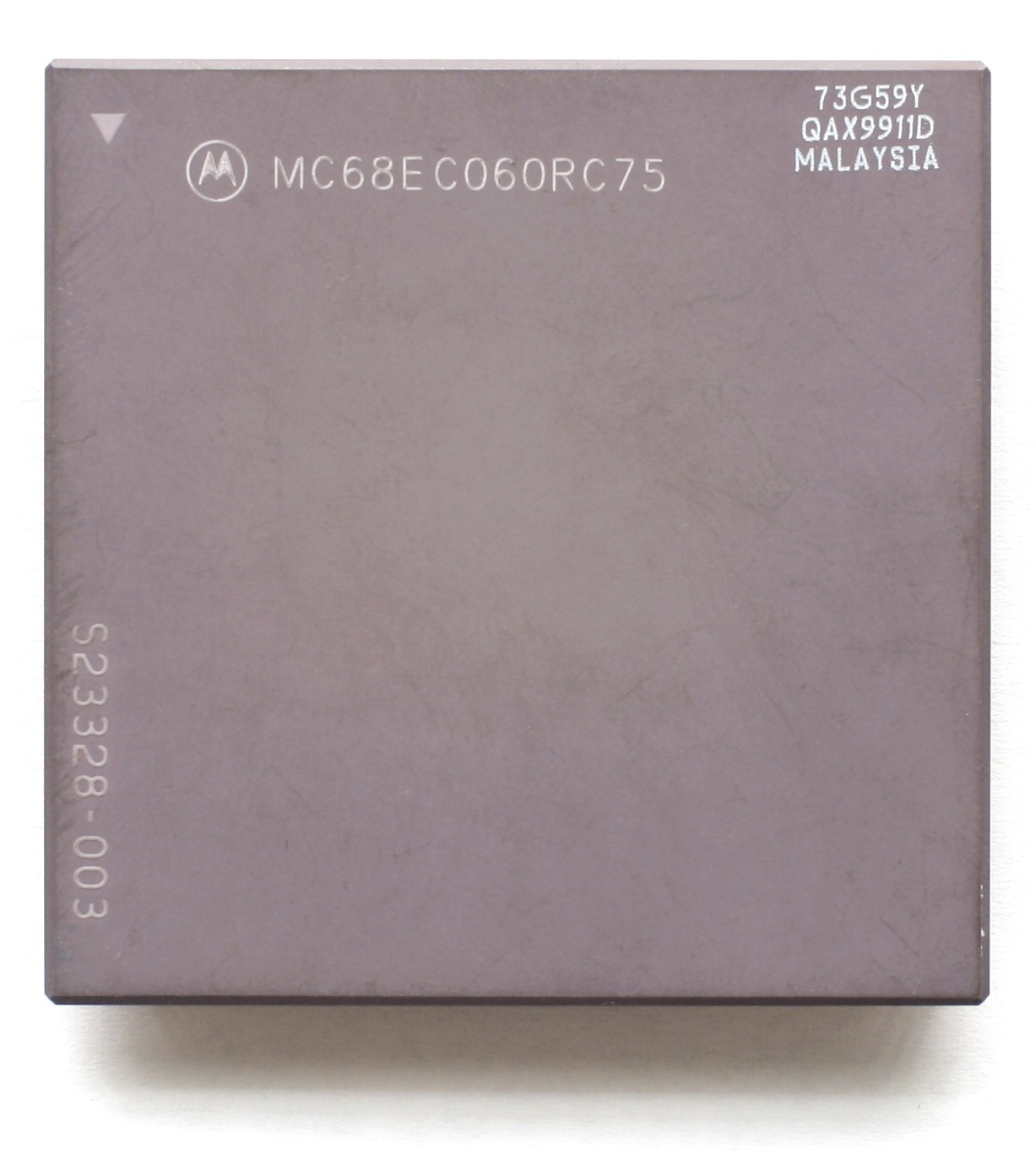
Motorola 68EC060 microprocessor

De Motorola 68060 is een 32-bit microprocessor in de 68000-familie van de Amerikaanse elektronicaproducent Motorola, waarvan de halfgeleidertak in 2004 werd verzelfstandigd als Freescale Semiconductor. Het is de vierde generatie in deze familie. Motorola bracht de processor op de markt in 1994 als opvolger van de 68040. Net als bij de 68040 bestond er naast de volledige versie ook een lage-kostenversie onder de naam 68LC060 en een speciale "EC"-variant onder de naam 68EC060 voor de markt van ingebedde systemen. Het was de meest krachtige en tevens laatste processor van de 68000-familie. Hij werd opgevolgd door de Coldfire.

## Verbeteringen
De prestaties van de 68060 liggen ongeveer drie keer zo hoog als die van de voorganger, de 68040. De belangrijkste verandering is de nieuwe superscalaire eenheid voor geheeltallige bewerkingen. Daarnaast is er een branch-cache en zijn er MMU's aanwezig. De instructie- en gegevenscaches zijn 8 kilobyte, een verdubbeling ten opzichte van de 68040. Het ontwerp laat een hoog niveau van parallellisme toe in instructie-uitvoering.

## Toepassingen
De CISC-processor 68060 werd toegepast in de Commodore Amiga 4000T. Daarnaast werd de 68060 door fabrikanten gebuikt om turbokaarten te maken voor de Amiga computer:

Phase 5 Digital products: de Cyberstorm en Blizzard kaarten.

ACT elektronik met de Apollo kaarten.

Great Valley Products met de Tekmagic kaart.

De 68060 werd echter niet meer gebruikt door diverse klanten van eerdere versies in de 68000-familie zoals Apple, daar deze de overstap hadden gemaakt naar RISC-processoren.
In 2019 werden door twee fabrikanten nieuwe producten aangekondigd op basis van de Motorola 68060 processor voor de Amiga markt.

## Vervolg
De processorkern van de 68060 werd verder ontwikkeld, gericht op toepassing in ingebedde systemen. In combinatie met een aantal interface-componenten en met kostenreductie als leidraad resulteerde dit tot een aantal processoren, met name de Coldfire en de Dragonball.

## Varianten
Naast de volledige versie uitgerust met FPU en MMU bracht Motorola de volgende varianten van de 68060 op de markt:
- 68LC060. LC staat voor Low Cost: lage kosten. Deze processorvariant heeft geen FPU op de chip.
- 68EC060. Voor toepassing in embedded systems, ofwel ingebedde systemen. Deze goedkoopste variant heeft geen FPU en ook geen MMU.